# Grąbczewo (województwo mazowieckie)
Grąbczewo – wieś sołecka w Polsce położona w województwie mazowieckim, w powiecie płońskim, w gminie Naruszewo.
W latach 1975–1998 miejscowość administracyjnie należała do województwa ciechanowskiego.

## Historia
Przed II wojną światową znajdował się tu dwór oraz folwark należący do rodziny Kruszewskich herbu Abdank.. Kruszewscy zaliczani są do jednych z najstarszych polskich rodzin rycerskich. Piastowali oni znaczne urzędy od czasów średniowiecza na terenie Polski. Rodzinny majątek w Grąbczewie został znacjonalizowany przez władze komunistyczne w 1944 roku, grunty orne zostały rozdane pomiędzy pracowników folwarcznych Parobków. 